# John Westphal
John Westphal (* 21. Dezember 1895 in Altona; † 10. Dezember 1980 in Hannover) war ein deutscher Politiker und Polizeipräsident.

## Werdegang
Westphal war vor dem Verbot der Partei 1933 bei der SPD-Presse journalistisch tätig. Er war von 1919 bis 1921 Pressereferent beim Staatsministerium Neustrelitz und wurde 1921 Redakteur der sozialdemokratischen Zeitung Volkswille in Hannover. Von 1924 bis 1933 war er Bürgervorsteher in Hannover und von 1929 bis 1933 Abgeordneter im Provinziallandtag von der Provinz Hannover. Nach 1933 verdiente er seinen Lebensunterhalt als technischer Vertreter. Ab 1945 arbeitete er beim Oberpräsidium in Kiel und nach Gründung des Landes Schleswig-Holstein ab 1947 beim Sozialministerium in Kiel. 1949 wurde er Direktor des Landesarbeitsamtes. Von 1953 bis zu seiner Pensionierung 1959 war er Polizeipräsident in Hannover.

## Werke
- Die Polizei der Landeshauptstadt Hannover – Wiesbaden: Deutscher Verkehrsschutz-Verlag, 1958